# 8e cérémonie des Chicago Film Critics Association Awards
La 8e cérémonie des Chicago Film Critics Association Awards, décernés par la Chicago Film Critics Association, a eu lieu le 12 mars 1996, et a récompensé les films réalisés dans l'année 1995.

## Palmarès

### Meilleur film
- Apollo 13

### Meilleur réalisateur
- Oliver Stone pour Nixon
  - Mike Figgis pour Leaving Las Vegas

### Meilleur acteur
- Nicolas Cage pour Leaving Las Vegas

### Meilleure actrice
- Elisabeth Shue pour Leaving Las Vegas
  - Kathy Bates pour le rôle de Dolores Claiborne dans Dolores Claiborne

### Meilleur acteur dans un second rôle
- Kevin Spacey pour Usual Suspects (The Usual Suspects)

### Meilleure actrice dans un second rôle
- Joan Allen pour Nixon

### Acteur le plus prometteur
- Greg Kinnear pour Sabrina

### Actrice la plus prometteuse
- Minnie Driver pour Le Cercle des amies (Circle of Friends)

### Meilleur scénario
- Usual Suspects (The Usual Suspects) – Christopher McQuarrie

### Meilleure photographie
- Seven – Darius Khondji

### Meilleure musique de film
- Toy Story – Randy Newman

### Meilleur film en langue étrangère
- Le Facteur (Il Postino) •  Belgique  France  Italie